# Олімпійський стадіон (Радес)
Олімпійський стадіон (фр. Stade olympique de Radès, араб. الملعب الأولمب برادس)) — багатофункціональний стадион в Радесі, передмісті Туніса. Вміщує 65 000 глядачів. Є домашньою ареною національної збірної Тунісу з футболу та «Есперанса». До 2011 мав назву «Стадіон 7 листопада».

## Історія
Побудований 2001 року для Середземноморських ігор, на якому було проведено ряд змагань цього турніру.
2004 року стадіон прийняв сім матчів Кубка африканських націй, в тому числі і фінал, в якому господарі турніру обіграли збірну Марокко 2:1.
У 2010 році на стадіоні відбувся Суперкубок Франції з футболу, в якому зіграли «Марсель» і ПСЖ (0-0, за пенальті 5:4).
У 2011 році в результаті  хвилювань у Тунісі стадіон був перейменований спочатку в стадіон «14 січня» (фр. Stade du 14-Janvier), а потім у Олімпійський стадіон.

## Галерея

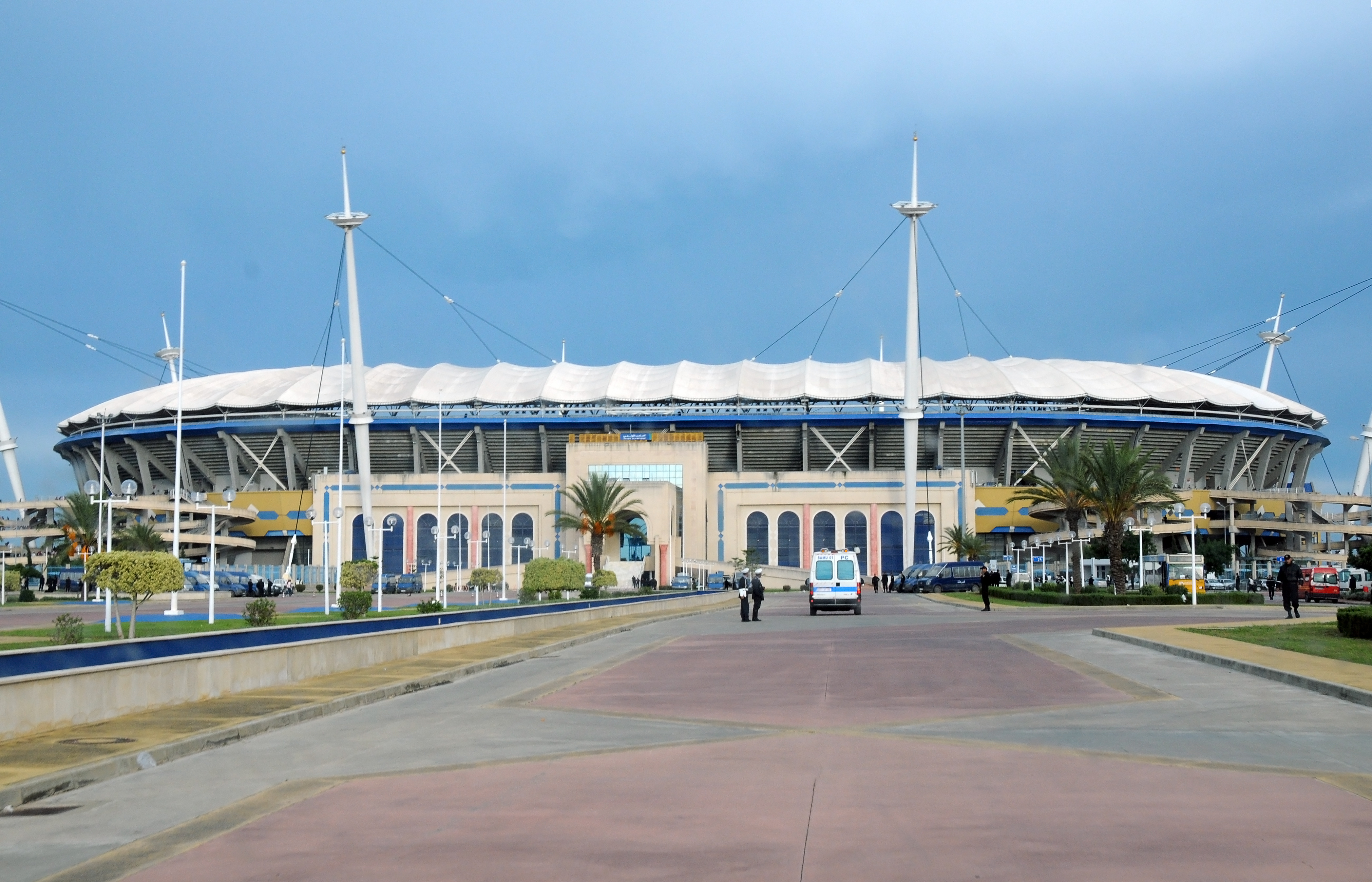
Зовнішній вигляд стадіону
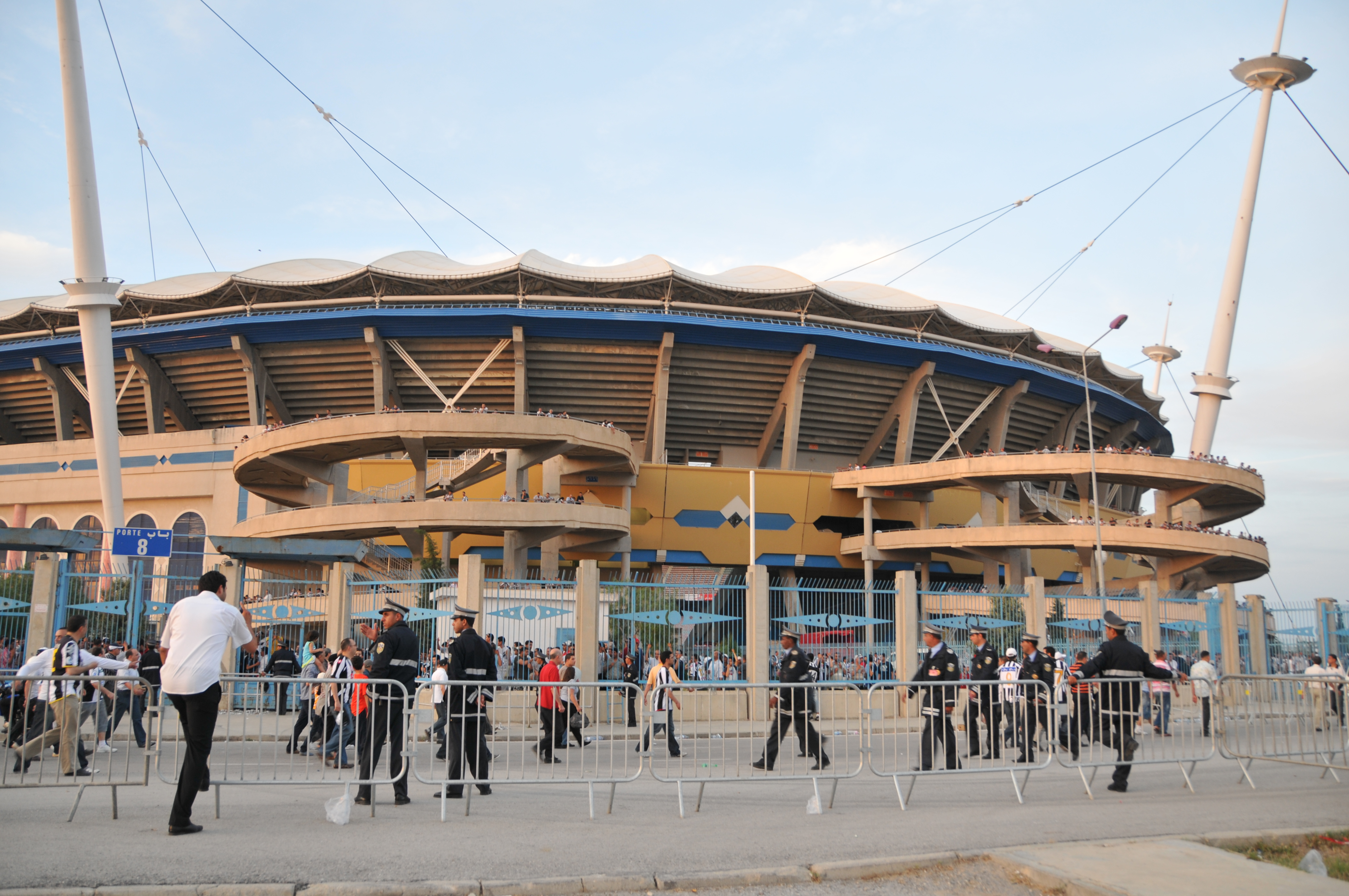
Зовнішні конструкції арени
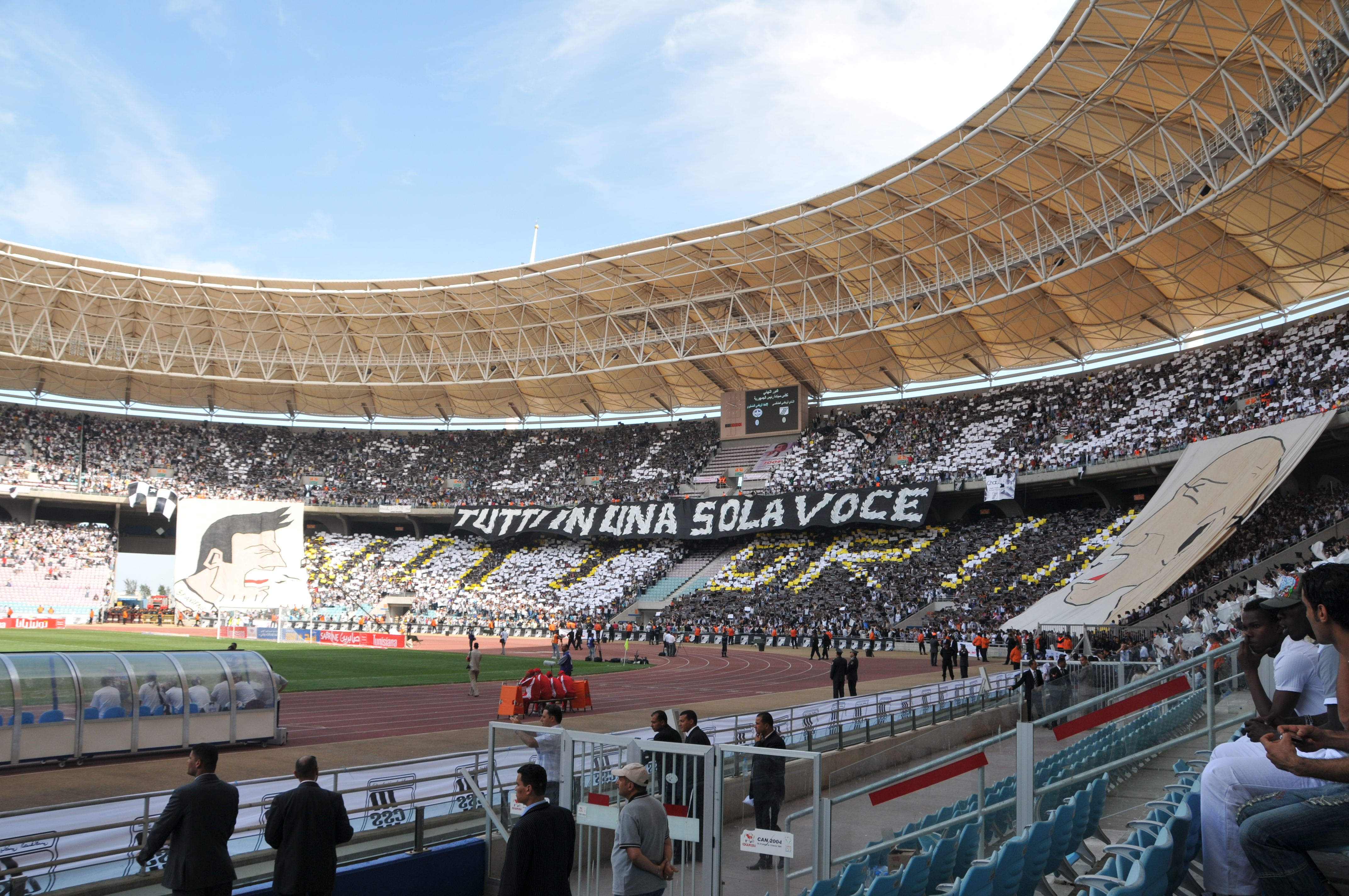
Трибуни і дах стадіону
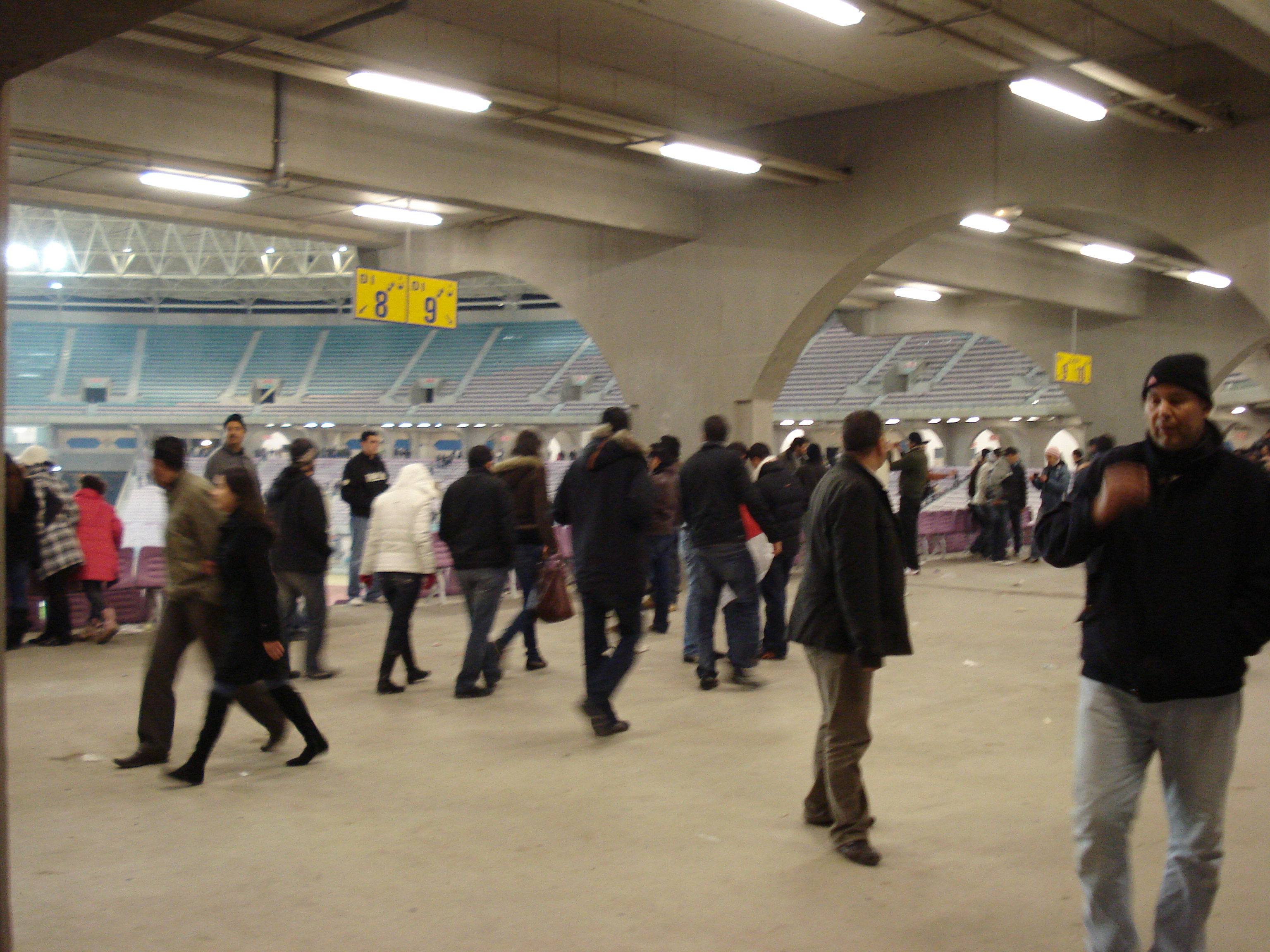
Вболівальники в підтрибунних приміщеннях
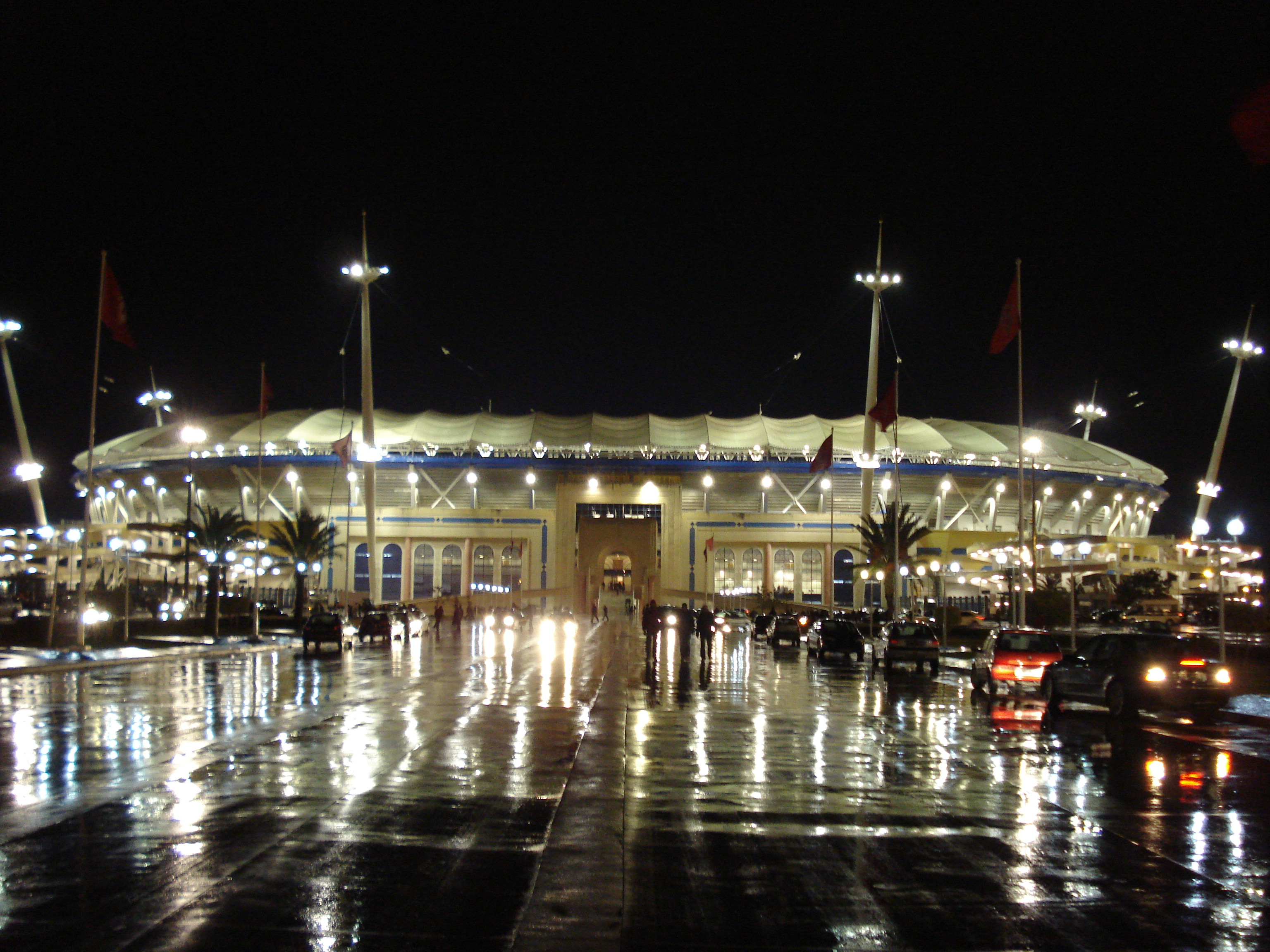
Зовнішній вигляд стадіону вночі